# Ниранджана Свами
Нира́нджана Сва́ми (IAST: Nirañjana Svāmī, англ. Niranjana Swami; имя при рождении — Нил Ба́йерс, англ. Neal Byers; род. 10 декабря 1952, Лоуэлл, Массачусетс) — индуистский кришнаитский религиозный деятель и проповедник, ученик Бхактиведанты Свами Прабхупады (1896—1977), гуру и член Руководящего совета Международного общества сознания Кришны (ИСККОН).

## Биография
Родился и вырос в городе Лоуэлл, штат Массачусетс, США. Учился в средней школе им. Джеймса С. Дейли. В школьные годы участвовал в конкурсах по орфографии. После окончания школы выучился на плотника и какое-то время работал в этой профессии.
Примкнул к движению хиппи, стал вегетарианцем. В 1972 году впервые познакомился с гаудия-вайшнавизмом, приобретя в книжном магазине в Вашингтоне «Бхагавад-гиту как она есть» — индуистский текст «Бхагавадгиту» в переводе с санскрита и с комментариями бенгальского вайшнавского гуру Бхактиведанты Свами Прабхупады (1896—1977), основавшего в 1966 году в Нью-Йорке ИСККОН. В 1973 году переехал жить в бостонский ашрам, приняв монашеский образ жизни. 27 мая 1974 года получил от Бхактиведанты Свами Прабхупады духовное посвящение и духовное имя на санскрите «Ниранджана Даса». Спустя несколько месяцев получил посвящение в брахманы.
Первые годы как монах-послушник занимался распространением вайшнавской духовной литературы в США, вскоре став руководителем группы монахов-проповедников, а затем и лидером центра обучения новых монахов. В 1979—1983 годах был президентом бостонского храма ИСККОН. В 1984 году был назначен региональным секретарём (вице-президентом) ИСККОН в Новой Англии. В первой половине 1980-х годов активно занимался организацией проповеднических центров нама-хатта в Массачусетсе.
26 марта 1986 года, в день Гаура-пурнимы в Маяпуре (Западная Бенгалия), принял от Сатсварупы Госвами посвящение в санньясу (отречённый образ жизни), получив при этом титул «свами». В том же году начал исполнять обязанности «инициирующего гуру». В 1987 году был избран членом Руководящего совета ИСККОН. С тех пор активно путешествует и проповедует в Северной Америке, странах бывшего Советского Союза и Индии.
По данным на 2010 год курировал деятельность ИСККОН в ряде регионов России (центральный регион, Москва, Калининградская область), на Украине, в Белоруссии, Молдавии, Литве и Новой Англии (США).
Среди кришнаитов известен как исполнитель киртанов и бхаджанов.

### На русском
- Ниранджана Свами. Аналогии для проповеди. — М.: Гауранга Пресс, 2009. — 80 с.
- Ниранджана Свами. Письма моим ученикам и доброжелателям, 1986—2005 гг. — М.: Гауранга Пресс, 2010. — 608 с.
- Ниранджана Свами. Письма моим ученикам и доброжелателям, 2005—2011 гг. — М.: Гауранга Пресс, 2012. — 288 с.
- Ниранджана Свами. Книга лекций по «Чайтанья-чаритамрите». — М.: Гауранга Пресс, 2010. — 352 с.
- Ниранджана Свами. Книга лекций по «Чайтанья-бхагавате». — М.: Гауранга Пресс, 2012. — 400 с.
- Ниранджана Свами. Милость в наставлениях 1-3. — М.: Гауранга Пресс, 2010. — 432 с.
- Ниранджана Свами. Милость в наставлениях 4-6. — М.: Гауранга Пресс, 2008. — 208 с.

### На английском
- Nirañjana Swāmī. Collected Letters, Volume 1. — 2001. — 327 p.
- Nirañjana Swāmī. Collected Letters, Volume 2. — 2002. — 453 p.
- Nirañjana Swāmī. Collected Letters, Volume 3. — 2004. — 205 p.
- Nirañjana Swāmī. Collected Letters, Volume 4. — 2007. — 135 p.
- Nirañjana Swāmī. Collected Letters, Volume 5. — 2011. — 212 p.
- Nirañjana Swāmī. Lectures from a Disciple, Volume 1. — 2003. — 473 p.
- Nirañjana Swāmī. Lectures from a Disciple, Volume 2. — 2006. — 424 p.
- Nirañjana Swāmī. Lectures on Caitanya Caritamrita. — 2004. — 548 p.
- Nirañjana Swāmī. Taking Care of Krishna Devotees. — 2005. — 185 p.
- Nirañjana Swāmī. Analogies for Preaching. — 2009. — 80 p.